# Herminie Collard
Herminie Collard (Paris, 14 de janeiro de 1827 - Paris, 28 de março de 1871) foi uma pintora francesa do século XIX, cujas pinturas, há muito esquecidas, foram encontradas e restauradas em 2018 pela prefeitura de Mouy no Oise, que agora os exibe em suas instalações.

## Biografia
Filha de um financista parisiense, inspetor de finanças, Louis Georges Emmanuel Bigé, Herminie Collard tornou-se, em 1859, esposa de um importante industrial da região, Charles Collard, dono das fábricas de fiação Mouy. Pintora desde a juventude,  continua a dedicar-se a pintura, participando em vários salões onde expõe grandes telas e obtém prémios. Viajava frequentemente para a Itália. Suas pinturas, sobre temas acadêmicos, devem muito ao estilo orientalista da época.
Com a saúde frágil, ela morreu em 1871, sem descendentes.
Seu marido mandou fazer várias estátuas da efígie de sua esposa que foram instaladas em seu monumento funerário, no meio do conjunto habitacional Herminie (perto da estação de trem de Mouy-Bury). Todas essas estátuas desapareceram.